# (23454) 1988 XU2
1988 أكس يو 2 (ويعرف أيضًا باسم (23454) 1988 أكس يو 2 وفق تسمية الكوكب الصغير) (بالإنجليزية: 1988 XU2)‏ هو كويكب ضمن حزام الكويكبات؛ وترتيبه 23454 من حيث الاكتشاف.
اكتُشف هذا الجُرم الفلكي بواسطة Poul Jensen (astronomer) ‏ في 1 ديسمبر 1988.

## وصلات خارجية
- (23454) 1988 XU2 في قاعدة بيانات مختبر الدفع النفاث لأجرام النظام الشمسي الصغيرة

- الاكتشاف · مخطط المدار ·  العناصر المدارية · المعلمات المادية

- (23454) 1988 XU2 على موقع ويكي سكاي: DSS2, SDSS, GALEX, IRAS, Hydrogen α, X-Ray, Astrophoto, Sky Map, Articles and images